# جورجيوس بارتزوكاس
جورجيوس بارتزوكاس (باليونانية: Γιώργος Μπαρτζώκας)‏ مواليد 11 يونيو 1965 في أثينا، هو مدرب كرة سلة يوناني ولاعب معتزل. بدأ مسيرته الاحترافية في سنة 1981. يدرب نادي برشلونة لكرة السلة. يبلغ طوله 6 قدم 6.75 بوصة (2.0 م). اعتزل اللعب في 1992.

## روابط خارجية
- جورجيوس بارتزوكاس على موقع الدوري الأوروبي لكرة السلة (الإنجليزية)
- جورجيوس بارتزوكاس على موقع الدوري الإسباني لكرة السلة (الإسبانية)